# 王臧
王臧（？—前139年），西汉儒生，經學大師申培公的弟子。

## 生平
汉武帝即位之初受到重用，官拜郎中令，推行独尊儒术。后因和赵绾上书建议武帝不再向太皇太后窦漪奏事，被罢免，死于狱中。

## 家庭
- 父亲：王□
- 母亲：□氏
- 妻子：□氏

## 註解
1. ↑  《汉书》卷六：二年冬十月，御史大夫趙綰坐請毋奏事太皇太后，及郎中令王臧皆下獄，自殺。